# Michael Joseph O’Brien

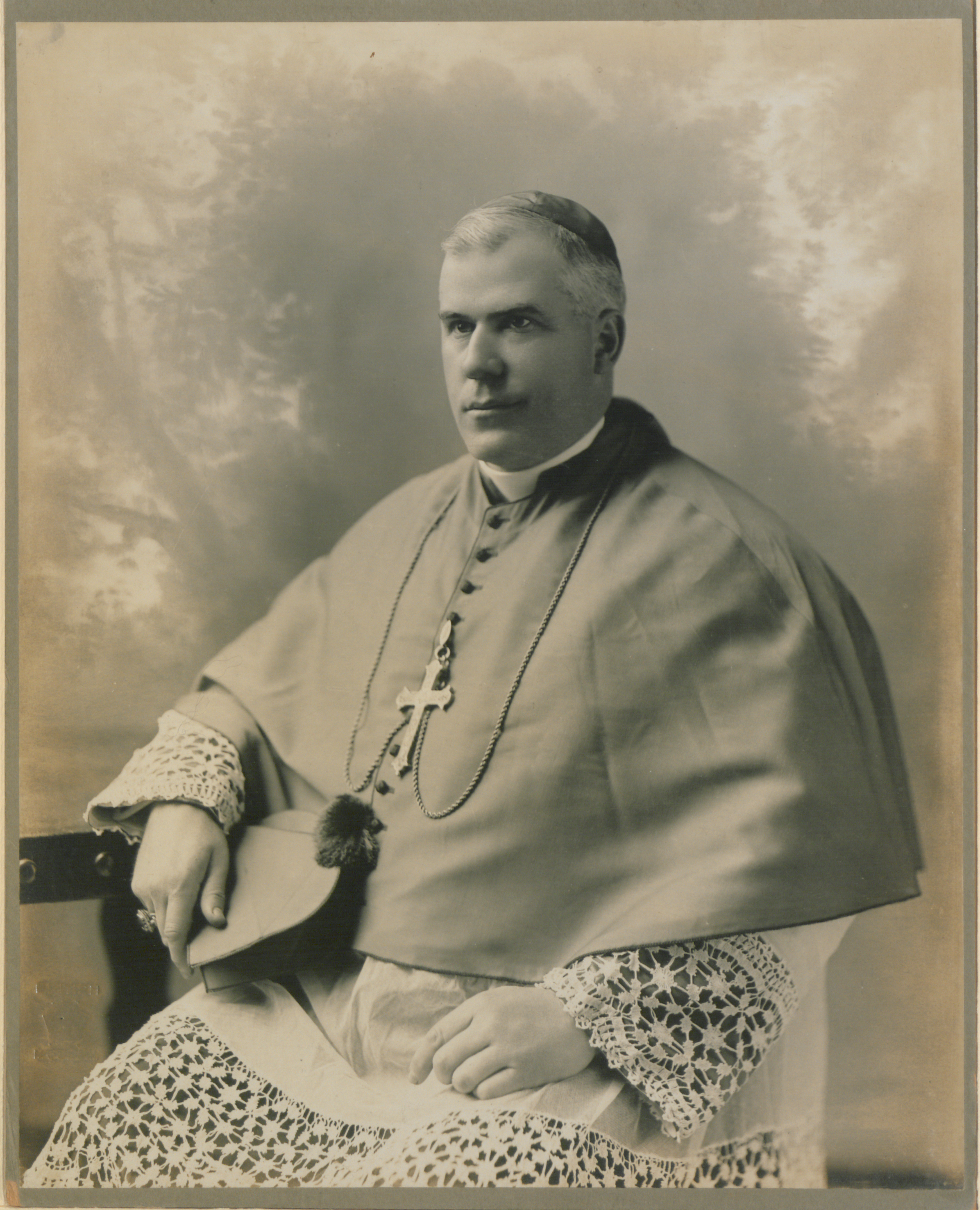
Erzbischof Michael Joseph O’Brien

Michael Joseph O’Brien (* 29. Juli 1874 in Peterborough, Ontario; † 30. August 1943) war ein kanadischer Geistlicher und römisch-katholischer Erzbischof von Kingston.

## Leben
Michael Joseph O’Brien empfing am 6. Juli 1897 das Sakrament der Priesterweihe für das Bistum Peterborough.
Am 20. Juni 1913 wurde er zum Bischof von Peterborough ernannt. Die Bischofsweihe spendete ihm am 24. September desselben Jahres der Apostolische Delegat in Kanada und Neufundland, Erzbischof Pellegrino Francesco Stagni OSM; Mitkonsekratoren waren der Erzbischof von Kingston, Michael Joseph Spratt, und der Erzbischof von Montréal, Louis Bruchési.
Am 17. Mai 1929 wurde Michael Joseph O’Brien zum Titularerzbischof von Amorium und zum Koadjutorerzbischof von Kingston ernannt. Nach dem Tod von Michael Joseph Spratt am 23. Februar 1938 folgte er diesem als Erzbischof nach und bekleidete das Amt bis zu seinem Tod am 30. August 1943.